# ヤマハ吹奏楽団浜松
ヤマハ吹奏楽団（ヤマハすいそうがくだん、Yamaha Symphonic Band）は、ヤマハ株式会社およびヤマハグループの従業員によって構成されたアマチュア吹奏楽団である。2018年時点で全日本吹奏楽コンクールに通算40回出場している（1位1回、2位3回、金賞34回、銀賞2回）。

## 歴史
- 1961年 創部
- 1966年 全日本吹奏楽コンクール全国大会初出場（指揮・原田元吉）
- 1970年 グループ表彰制（金・銀・銅）移行後初の金賞受賞
- 1979年 全日本吹奏楽コンクール初の5年連続金賞受賞
- 1986年 全日本吹奏楽コンクール2度目の5年連続金賞受賞
- 1992年 全日本吹奏楽コンクール3度目の5年連続金賞受賞
- 1993年 第6回世界吹奏楽大会(WASBE)(バレンシア,スペイン)にカワイ吹奏楽団他と合同で出演[1]
- 1995年 第34回静岡県文化奨励賞受賞
- 1995年 第7回世界吹奏楽大会(WASBE)(浜松,日本)に出演[2]
- 2005年 シカゴ・ミッドウェスト・クリニック（英語版）に出演
- 2006年 韓国公演
- 2008年 日本・カナダ修好80周年記念カナダ公演
- 2010年 創部50周年 サントリーホール[3],銀座・ヤマハホールで演奏、第20回管打アカデミー賞受賞
- 2015年 今年度より、吹奏楽コンクールへの参加と、大都市圏でのコンサート開催を1年おきに計画し、活動を2年周期で展開していく方針であることを発表（2015年・2017年はコンクール不参加）
- 2016年 通算33回目となる全国大会金賞受賞
- 2018年 第20回アジア・太平洋吹奏楽指導者協会大会(APBDA)(浜松,日本)に出演[4]
- 2018年 通算34回目となる全国大会金賞受賞（金賞受賞回数は全部門最多タイ）
- 2020年 Yamaha Japan YouTubeチャンネル内にてヤマハ吹奏楽団デジタルコンサートシリーズを開始。初期コンテンツとして2020年中に須川展也指揮によって収録された6作品が12月から翌年3月にかけて公開された。

## 常任指揮者
同団常任指揮者は、退任後は名誉指揮者として記載される。
- 初代：原田元吉
- 第二代：森田利明
- 第三代：渡部謙一
- 第四代：河原哲也
- 第五代：須川展也[6]
- 第六代：佐々木新平[7]

## 全日本吹奏楽コンクールの成績
| 年度 | 指揮者               | 課題曲                                                | 自由曲                                                            | 賞                       |
| ---- | -------------------- | ----------------------------------------------------- | ----------------------------------------------------------------- | ------------------------ |
| 1965 | 島崎竹松             | 序曲「パリスとヘレナ」 グルック                       | 序曲「バラの謝肉祭」 オリヴァドーティ                             | 東海大会:2位             |
| 1966 | 原田元吉             | 吹奏楽のための小狂詩曲 大栗裕                         | コラールとカプリチオ ジョヴァンニーニ                             | 1位                      |
| 1967 | 原田元吉             | 吹奏楽のための「ディヴェルティメント」 兼田敏         | 第3組曲 より マーチ、ロンド ジェイガー                            | 2位                      |
| 1968 | 原田元吉             | 吹奏楽のための幻想曲「移り気な五度のムード」 塚原晢夫 | プレリュードとフーガ ネリベル                                     | 2位                      |
| 1969 | 高倉正巳             | 吹奏楽のための音詩「南極点への序曲」 岩河三郎         | フェスティーヴォ ネリベル                                         | 2位                      |
| 1970 | 原田元吉             | 音楽祭のプレリュード A.リード                         | ヤマハ・コンチェルト ネリベル                                     | 金                       |
| 1971 | 原田元吉             | 行進曲「太陽の下に」 奥村一                           | シンフォニックバンドのための「序曲」 兼田敏                       | 金                       |
| 1972 | 原田元吉             | シンフォニック・ファンファーレ 三沢栄一               | 交響的断章 保科洋                                                 | 金                       |
| 1973 | 不出場               | 不出場                                                | 不出場                                                            | 不出場                   |
| 1974 | 原田元吉             | 吹奏楽のためのシンフォニア 小林徹                     | 吹奏楽のためのカプリス 保科洋                                     | 東海大会:金 (代表ならず) |
| 1975 | 原田元吉             | 吹奏楽のための練習曲 小林徹                           | 吹奏楽のためのカプリス 保科洋                                     | 金                       |
| 1976 | 原田元吉             | カンティレーナ 保科洋                                 | シンフォニックバンドのための「パッサカリア」 兼田敏               | 金                       |
| 1977 | 原田元吉             | 吹奏楽のためのバーレスク 大栗裕                       | 吹奏楽のためのカタストロフィ 保科洋                               | 金                       |
| 1978 | 原田元吉             | ジュビラーテ ロバート・ジェイガー                     | 天使ミカエルの嘆き 藤田玄播                                       | 金                       |
| 1979 | 原田元吉             | フェリスタス 青木進                                   | 交響的断章 保科洋                                                 | 金                       |
| 1980 | 5出5金による招待演奏 | 5出5金による招待演奏                                  | 5出5金による招待演奏                                              | 5出5金による招待演奏     |
| 1981 | 不出場               | 不出場                                                | 不出場                                                            | 不出場                   |
| 1982 | 原田元吉             | 序奏とアレグロ 木下牧子                               | 吹奏楽のためのファンタジー 夏田鐘甲                               | 金                       |
| 1983 | 原田元吉             | 白鳳狂詩曲 藤掛廣幸                                   | フェスティヴァル・ヴァリエーション C.T.スミス                     | 金                       |
| 1984 | 原田元吉             | 変容 – 断章 池上敏                                    | 古祀 保科洋                                                       | 金                       |
| 1985 | 森田利明             | ポップ ステップ マーチ 森田一浩                       | シンフォニックバンドのための「Ode」 浦田健次郎                    | 金                       |
| 1986 | 森田利明             | 嗚呼! 兼田敏                                          | 南の空のトーテムポール 田中賢                                     | 金                       |
| 1987 | 5出5金による招待演奏 | 5出5金による招待演奏                                  | 5出5金による招待演奏                                              | 5出5金による招待演奏     |
| 1988 | 森田利明             | 吹奏楽のための「深層の祭」 三善晃                     | メトセラII 打楽器群と吹奏楽のために 田中賢                        | 金                       |
| 1989 | 森田利明             | WISH for wind orchestra 田嶋勉                        | 始原I–大地の踊り– 田中賢                                          | 金                       |
| 1990 | 森田利明             | 吹奏楽のための「風の黙示録」 名取吾朗                 | エオリア–吹奏楽のために 田中賢                                    | 金                       |
| 1991 | 森田利明             | 吹奏楽のための「斜影の遺跡」 河出智希                 | 南の空のトーテムポールII"リラ" 田中賢                             | 金                       |
| 1992 | 森田利明             | ゆかいな仲間の行進曲 坂本智                           | 紅炎の鳥 田中賢                                                   | 金                       |
| 1993 | 5出5金による招待演奏 | 5出5金による招待演奏                                  | 5出5金による招待演奏                                              | 5出5金による招待演奏     |
| 1994 | 森田利明             | 饗応夫人 太宰治作「饗応夫人」のための音楽 田村文生    | 組曲「スペイン」より VI.アラゴン イサーク・アルベニス／塩崎美幸編 | 金                       |
| 1995 | 森田利明             | 第1行進曲「ジャンダルム」 高島豊                      | かわいい女 田村文生                                               | 金                       |
| 1996 | 森田利明             | 交響的譚詩〜吹奏楽のための 露木正登                   | 色彩交響曲より II. アーサー・ブリス／塩崎美幸編                   | 金                       |
| 1997 | 3出制度により不出場  | 3出制度により不出場                                   | 3出制度により不出場                                               | 3出制度により不出場      |
| 1998 | 渡部謙一             | 稲穂の波 福島弘和                                     | 環状列石より （環状列石II） 菅野由弘                              | 金                       |
| 1999 | 渡部謙一             | 行進曲「K点を越えて」 高橋伸哉                        | アルプスの少女より 抜粋 田村文生                                  | 金                       |
| 2000 | 河原哲也             | 胎動の時代–吹奏楽のために 池辺晋一郎                  | 波の穂 長生淳                                                     | 金                       |
| 2001 | 3出制度により不出場  | 3出制度により不出場                                   | 3出制度により不出場                                               | 3出制度により不出場      |
| 2002 | 河原哲也             | 吹奏楽のためのラメント 高昌帥                         | 翠風の光より II、IV 長生淳                                        | 銀                       |
| 2003 | 河原哲也             | ウィナーズ–吹奏楽のための行進曲 諏訪雅彦              | 楓葉の舞 長生淳                                                   | 金                       |
| 2004 | 河原哲也             | 祈りの旅 北爪道夫                                     | 蒼天の滴 長生淳                                                   | 金                       |
| 2005 | 3出制度により不出場  | 3出制度により不出場                                   | 3出制度により不出場                                               | 3出制度により不出場      |
| 2006 | 堺武弥               | パルセイション 木下牧子                               | すべての答え 清水大輔                                             | 銀                       |
| 2007 | 須川展也             | 憧れの街 南俊明                                       | 幸いの龍 長生淳                                                   | 金                       |
| 2008 | 須川展也             | ブライアンの休日 内藤淳一                             | シング・ウィズ・シンセリティー 長生淳                             | 金                       |
| 2009 | 3出制度により不出場  | 3出制度により不出場                                   | 3出制度により不出場                                               | 3出制度により不出場      |
| 2010 | 須川展也             | 吹奏楽のためのスケルツォ 第2番 ≪夏≫ 鹿野草平          | 復興 保科洋                                                       | 金                       |
| 2011 | 須川展也             | 「薔薇戦争」より 戦場にて 山口哲人                    | 氷結の花 —吹奏楽のための 中橋愛生                                 | 金                       |
| 2012 | 須川展也             | 香り立つ刹那 長生淳                                   | エッセイ 高昌帥                                                   | 金                       |
| 2013 | 3出制度により不出場  | 3出制度により不出場                                   | 3出制度により不出場                                               | 3出制度により不出場      |
| 2014 | 須川展也             | きみは林檎の樹を植える 谷地村博人                     | アイ・ガット・リズム変奏曲 ガーシュウィン／中橋愛生編             | 金                       |
| 2015 | 不出場               | 不出場                                                | 不出場                                                            | 不出場                   |
| 2016 | 須川展也             | 焔 島田尚美                                           | エリオトロピスム〜光に向かうこころ 長生淳                         | 金                       |
| 2017 | 不出場               | 不出場                                                | 不出場                                                            | 不出場                   |
| 2018 | 須川展也             | エレウシスの祭儀 咲間貴裕                             | 交響曲第3番「四季連禱」 長生淳                                    | 金                       |

## 備考
- 委嘱作品が多く、コンクールの自由曲に使うことが多い。これまでに保科洋、田中賢、高昌帥、長生淳などの作曲家の委嘱作品を演奏している。
- 21世紀の吹奏楽“響宴”に4回出演している（第6回・第10回・第12回・第20回）。
- ヤマハ硬式野球部が社会人野球の全国大会に出場する際には、野球応援に行くことが多い[8]。

## CD販売
2015年より、委嘱作品を含むセッションレコーディングCD『ヤマハのオト 〜奏でる匠のオト〜』シリーズを開始。
- 『全日本吹奏楽コンクール5年連続金賞の軌跡 1988-1992』（ブレーン・ミュージック '97）
- 『Legendary V「ヤマハ吹奏楽団浜松」』（ブレーン・ミュージック '00）
- 『四季連禱 〜長生淳作品集』（ブレーン・ミュージック '05）
- 『The Answer to Life』（CAFUAレコード '04-'06 アクトシティ浜松大ホールにてライブ収録）
- 『アンサンブル委嘱作品集』（CAFUAレコード '08-'09）
- 『復興&白鳥の湖』（ブレーン・ミュージック '09）
- 『R. シュトラウス「アルプス交響曲」』（CAFUAレコード '12）
- 『ヤマハ吹奏楽団 ヤマハのオト〜奏でる匠のオト〜 I』（ヤマハミュージックコミュニケーションズ '15）
- 『ヤマハのオト〜奏でる匠のオト〜 II』（ヤマハミュージックコミュニケーションズ '17）
- 『ヤマハのオト〜奏でる匠のオト〜 III』（ヤマハミュージックコミュニケーションズ '19）